# Poręba (gmina Strzelce Opolskie)
Poręba – osada w Polsce, położona w województwie opolskim, w powiecie strzeleckim, w gminie Strzelce Opolskie.